# Pietro Marzano
Pietro Marzano (Napoli, 29 agosto 1949) è un ex tennista italiano.

## Biografia
Si è formato insieme ad Adriano Panatta, Piero Toci, Vittorio Crotta e Massimo Di Domenico come componente di un gruppo di giovani tennisti italiani inviati dalla federtennis ad addestrarsi in Australia tra il 1968 e l'inizio del 1969 . Ha quindi avuto modo di partecipare all'Australian Open 1969 superando Tom Okker per forfait al primo turno per poi perdere in tre set contro Toomas Leius nel secondo.
Rientrato in Italia lo stesso anno è messo in campo in doppio insieme a Vittorio Crotta dal nuovo capitano non giocatore di Coppa Davis Orlando Sirola, intenzionato a puntare sui giovani per preservare l'ormai anziano Pietrangeli dalla fatica del doppio. Il doppio Crotta-Marzano, però, esordisce perdendo contro i belgi, in un incontro comunque vinto dall'Italia per 4-1. Crotta e Marzano vincono poi contro l'Austria, alla quale l'Italia rifila un indiscutibile 5-0. La semifinale con l'Unione Sovietica, a Mosca, purtroppo, si rivela un disastro. L'Italia perde 5-0 e anche Crotta-Marzano sono sconfitti per tre set a zero.
Il miglior risultato di Marzano in singolare in un torneo del Grande Slam è stato il terzo turno degli  Open di Francia nel 1969 in cui ha perso in due set contro il fuoriclasse Rod Laver che vincerà il torneo e poi il suo secondo Grande Slam. A Wimbledon ha partecipato alle qualificazioni del singolare nel 1970, 1972 e 1973. Nel 1972 si è qualificato per il tabellone principale ma ha perso al primo turno. Nel 1973 fu ammesso al tabellone principale come lucky loser e giunse al secondo turno, dopo aver battuto Raúl Ramírez. Fu poi sconfitto dal cecoslovacco Jan Kodeš che vincerà il torneo. Lo stesso anno, nel torneo di doppio ha raggiunto il secondo turno in coppia con Nicola Pietrangeli.
Marzano riapparve in Coppa Davis nel 1973, sempre in doppio ma con il rientrante Giordano Maioli, perdendo sia in semifinale di zona contro la Spagna che in finale, sempre di zona, contro la Cecoslovacchia.
È stato due volte campione italiano assoluto di doppio, nel 1969 in coppia con Adriano Panatta e nel 1977 con Vincenzo Franchitti. Nel doppio misto è stato campione assoluto nel 1973 in coppia con Lucia Bassi. Agli Internazionali d'Italia non ha mai superato il primo turno. Dopo il ritiro è rimasto nell'ambiente tennistico come istruttore.
Ha sposato la tennista Daniela Porzio, più volte nazionale azzurra in Fed Cup.